# 阿廖希诺农村居民点
阿廖希诺农村居民点（俄语：Сельское поселение Алёшинское）是俄罗斯联邦沃洛格达州基里洛夫区所属的一个农村居民点。其下辖有54个居民点，行政中心为申达洛沃。据2015年统计，该农村居民点的人口为936人。